# Gliceridă

Structura chimică a glicerolului

Gliceridele sunt esteri ai glicerinei cu acizi grași. Deoarece acestea au 3 grupe hidroxil, gliceridele se clasifică în 3 grupe, în funcție de câte din aceste grupe hidroxil pot fi esterificate: mono-, di- și trigliceride.